# Macroprotodon
Macroprotodon är ett släkte av ormar i familjen snokar.
Arterna är med en längd upp till 75 cm små ormar. De förekommer i västra Europa, norra Afrika och i Mellanöstern. Individerna lever i torra och klippiga landskap med glest fördelad växtlighet. De är nattaktiva och äter främst ödlor som dödas när de sover. Honor lägger ägg. Dessa ormar har gifttänder men bettet anses vara ofarlig för människor.
Arter enligt The Reptile Database:
- Macroprotodon abubakeri
- Macroprotodon brevis
- Kapuschongsnok (Macroprotodon cucullatus)
- Macroprotodon mauritanicus